# Myxaster medusa
Myxaster medusa är en sjöstjärneart som först beskrevs av Fisher 1913.  Myxaster medusa ingår i släktet Myxaster och familjen Myxasteridae. Inga underarter finns listade i Catalogue of Life.